# Ota (Francia)
Ota (in corso Otta) è un comune francese di 560 abitanti situato nel dipartimento della Corsica del Sud nella regione della Corsica. Il paese di Ota si trova nell'entroterra; all'interno dello stesso comune si trova il paese costiero di Porto

## Società

### Evoluzione demografica
Abitanti censiti